# Bourbon (canción)
«Bourbon» es una canción del grupo de rock español Dinamita pa' los Pollos, editada en 1988.

## Descripción
Considerada uno de los temas más recordados de la banda, se incluye en su primer miniálbum, y se aprecian influencias rockabilly bailable y country rock.
En consonancia con la música, la letra del tema - el encuentro de dos hombres desengañados por el desamor de la misma mujer - hace continua alusión a elementos clásicos del Viejo Oeste estadounidense, como la referencia al whiskey de Bourbon, que da título a la canción y bebida de consumo preferente en la frontera estadounidense del siglo XIX, o al propio estado de Texas.